# Szmirnai Polikárp
Szmirnai Polikárp vagy Polükarposz (ógörögül: Πολύκαρπος, latinul: Polycarpus), egyházi nevén Szent Polikárp (69 előtt – Szmirna, 155. február 23.) a kis-ázsiai Szmirna (a mai İzmir) keresztény püspöke a 2. században. Életéről kevés hiteles adat maradt fenn. 
A római katolikus egyház szentté avatta.

## Élete
Polikárp hallgatója és tanítványa volt János apostolnak és tanítómestere Iréneusznak. 145–155-ben részt vett az úgynevezett húsvét-vita megoldási kísérletében. A 2. század derekán Kis-Ázsia egyik legjelentősebb egyházi személyisége volt, Szmirna püspöki hivatalát több mint 50 évig töltötte be.
A filippiekhez írt levelében kifejti a keresztény hit alapigazságait. 155. február 23-án szenvedett vértanúhalált.

## Művei magyarul
- Szent Polikárp levele a Filippiekhez IN: Apostoli atyák, Szent István Társulat, Budapest, 1980, ISBN 963-360-371-4, 197–205. o. elektronikus elérés